# Города Мадагаскара

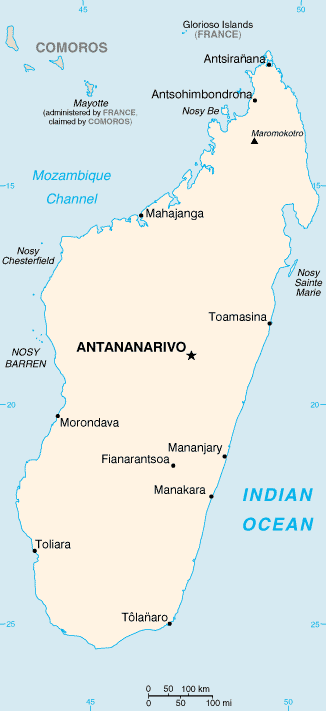
Мадагаскар

Из 1693 коммун Мадагаскара 76 являются городскими (фр. Commune urbaine), а 1617 — сельскими (Commune rurale). Крупнейшими городами Мадагаскара являются Антананариву, Туамасина и Анцирабе.

## Крупнейшие города страны
| Name         | Перепись 1993 | Перепись 2018 |
| ------------ | ------------- | ------------- |
| Антананариву | 710 236       | 1 275 207     |
| Туамасина    | 137 782       | 326 286       |
| Анцирабе     | 126 062       | 245 592       |
| Махадзанга   | 106 780       | 244 722       |
| Фианаранцуа  | 109 248       | 189 879       |
| Тулиара      | 80 826        | 169 760       |
| Анциранана   | 59 040        | 131 165       |

## Города по алфавиту
- Амбалавау
- Амбанья
- Амбатулампи
- Амбатундразака
- Амбенья
- Амбилубе
- Амбухимахамасина
- Амбухимахасуа
- Амбуситра
- Амбувумбе
- Ампарафаравола
- Ампарихи-Бейофо
- Ампитсикинама
- Ампумбиантамбу
- Андапа
- Анталаха
- Антананариву
- Анцирабе
- Анциранана
- Анцухихи
- Аривунимаму
- Бетрука
- Бефандриана-Аварарта
- Буризини (Порт-Берже)
- Вангайдрану
- Ватумайндри
- Вухимар
- Ихуси
- Маэватанана
- Майнтирану
- Мампикуни
- Манакара
- Манандзари
- Мандритсара
- Маруанцетра
- Марувуай
- Махабу
- Махадзанга
- Миаринариву
- Мураманга
- Мурумбе
- Мурундава
- Нуси-Бе
- Нуси-Бураха
- Самбава
- Тауланару
- Туамасина
- Тулиара
- Фарафангана
- Фианаранцуа
- Цируарумандиди

## Сельские коммуны
- Алацинайни-Иаламарина
- Антанифуци